# Mujer sentada de Çatalhöyük
La figurilla llamada Mujer sentada de Çatalhöyük es una estatuilla de arcilla cocida que representa a una mujer o Diosa madre desnuda, flanqueada a ambos lados por dos leopardos. La imagen fue hallada en Çatalhöyük, un antiguo asentamiento de los períodos Neolítico y Calcolítico, en Anatolia (actual Turquía).
Se cree que es un símbolo de fertilidad, debido a los exagerados miembros de la fémina, que es representada en el proceso de dar a luz mientras está sentada en su trono. La estatuilla es una de las varias iconográficamente similares que se han encontrado en el lugar. La figura, de apenas veinte centímetros de altura, se asocia a las llamadas "Venus paleolíticas", de las cuales la más famosa es la Venus de Willendorf.
Completada en algún momento del 6000 a. C., la escultura fue descubierta por el arqueólogo James Mellaart en 1961. Cuando se descubrió, la cabeza de la mujer, su mano derecha y una de las cabezas de leopardo habían desaparecido, por lo cual las actuales son un reemplazo moderno. Encontrada dentro de un recipiente usado para almacenar el grano en la zona de habitaciones del asentamiento, indica que bien podría tratarse de una estatuilla dedicada al culto doméstico.
En la actualidad, la figurilla se encuentra en el Museo de las Civilizaciones de Anatolia en Ankara, la capital turca.